# Joseph Wiseham
Joseph Angus Lucien Wiseham (* 13. Dezember 1906; † 3. Mai 1972) war ein britischer Jurist und Richter in den britischen Kolonien und Protektoraten.

## Leben
Wiseham, Sohn von Osmond Wiseham, wurde 1928 in der Anwaltskammer Gray’s Inn aufgenommen.
Er war von 1957 bis 1968 Oberster Richter (Chief Justice of the Gambia) von Britisch-Gambia. Die Anweisungen für seine Ernennung durch die Königin von Großbritannien Elisabeth II. unter Gouverneur Percy Wyn-Harris erfolgte am 29. Oktober 1957. Zuvor war er als Amtsrichter  in Tanganjika tätig. Wiseham war als Oberster Richter verantwortlich für die Aufsicht über die Rechtspflege in der Gambia Colony and Protectorate. Phillip Bridges wurde 1968 sein Nachfolger. Bei den 1967 New Year Honours wurde ihm der Knight Bachelor verliehen.
Wiseham starb 1972.